# 100027 Ганнаарендт
100027 Ганнаарендт (100027 Hannaharendt) — астероїд головного поясу, відкритий 12 жовтня 1990 року.
Тіссеранів параметр щодо Юпітера — 3,481.